# Simon Harcourt (1er vicomte Harcourt)
Simon Harcourt, 1er vicomte Harcourt (décembre 1661 - 23 juillet ou 28 décembre 1727) est un homme politique conservateur anglais qui siège à la Chambre des communes du Royaume-Uni de 1690 à 1710. Il devient baron Harcourt en 1711 et siège à la Chambre des Lords, devenant le Lord grand chancelier de la reine Anne. Il est son solliciteur général et son commissaire chargé d'organiser l'union avec l'Écosse. Il prend part aux négociations précédant la paix d'Utrecht .

## Jeunesse
Il est né en décembre 1661 à Stanton Harcourt, Oxfordshire, fils unique de Sir Philip Harcourt, de Stanton Harcourt, et de sa première épouse Anne Waller, fille de Sir William Waller de Osterley Park, dans le Middlesex. Il fait ses études dans une école à Shilton, Oxfordshire, sous Samuel Birch, à 1677 et est admis au Inner Temple en 1676. Il s'inscrit à Pembroke College, Oxford le 30 mars 1677, âgé de 15 ans, et reçoit BA en 1679. En 1683, il est appelé à la barre. Il a quatre frères et quatre sœurs issus du second mariage de son père en 1674 avec Elizabeth Lee. Il succède à son père le 20 mars 1688.

## Carrière
Il est enregistreur d'Abingdon de juin à décembre 1687 et, après une pause au moment de la révolution, d'octobre 1689 à avril 1711. À l'élection générale de 1690, il est élu comme  député Tory d'Aory. En 1701, il est nommé par les Communes pour procéder à la destitution de John Somers. En 1702, il devient solliciteur général et est fait chevalier par la reine Anne. La même année, il devient conseiller et trésorier de sa Maison et reçoit le DCL de l'Université d'Oxford. Lors de l'élection générale anglaise de 1705, il est réélu député de Bossiney et commissaire chargé de l'organisation de l'union avec l'Écosse dont il a largement contribué à la promotion. Il est nommé procureur général en 1707, mais démissionne de son poste l'année suivante lorsque son ami Robert Harley, par la suite comte d'Oxford, est démis de ses fonctions.
Il défend Henry Sacheverell à la barre de la Chambre des lords en 1710, étant alors sans siège au Parlement; mais dans la même année est réélu pour Cardigan, et en septembre est de nouveau procureur général. En octobre, il est nommé Lord gardien du grand sceau et, en vertu de cette charge, il préside pendant quelques mois la Chambre des lords sans pairie, jusqu'à ce que, le 3 septembre 1711, il est créé baron Harcourt de Stanton Harcourt; mais ce n'est qu'en avril 1713 qu'il obtient la nomination de Lord Chancelier. En 1710, il a acheté le domaine de Nuneham Courtenay, dans le Oxfordshire, mais son lieu de résidence habituel est toujours à Cokethorpe, près de Stanton Harcourt, où il a déjà reçu la visite officielle de la reine Anne.
Dans les négociations précédant la paix d'Utrecht, il joue un rôle important. Il n’existe pas de preuves suffisantes à l’appui des allégations des Whigs selon lesquelles Harcourt aurait noué des relations de trahison avec le prétendant. Cependant, avec l'avènement de George Ier, il est démis de ses fonctions et se retire à Cokethorpe, où il fréquente la société des hommes de lettres, dont Swift, Pope, Prior et d'autres écrivains célèbres. Avec Swift, cependant, il a occasionnellement des querelles, au cours desquelles le grand satiriste lui accorde le sobriquet de "Trimming Harcourt".
Il s'efforce d'empêcher la destitution de Robert Harley en 1717 et, en 1723, il s'emploie activement à obtenir le pardon d'un autre vieil ami politique, Lord Bolingbroke. En 1721, il est créé vicomte et revient au conseil privé, et à plusieurs reprises pendant les absences du roi d'Angleterre, il siège au Conseil de régence.

## Vie privée
Harcourt avait la réputation d'être un brillant orateur; Arthur Onslow a même affirmé que « Harcourt possédait le plus grand talent et le plus haut pouvoir de parole de tous les hommes que j'ai connus lors d'une assemblée publique ». Il est membre du fameux Saturday Club, fréquenté par les principaux lettrés et esprits de l'époque, dont il correspond à plusieurs reprises. Certaines lettres de Pope sont conservées dans les papiers de Harcourt. Son portrait est peint par Godfrey Kneller.
Il se marie d'abord à Marylebone le 18 octobre 1680 à Rebecca Clarke (inhumée à Chipping Norton, Oxfordshire, le 16 mai 1687), fille du révérend Thomas Clarke, aumônier de son père, dont il a cinq enfants; d'autre part Elizabeth Spencer (vers 1657 - Downing Street, 16 juin 1724), fille de Richard Spencer; et en troisièmes noces à Oxfordshire le 30 septembre 1724, à Elizabeth Vernon (vers 1678 - 12 juillet 1748), fille de Thomas Vernon, de Twickenham Park . Il a une descendance par sa première femme seulement
- Simon Harcourt (1684-1720), député de Wallingford et décédé avant son père, le lord chancelier. Il épouse Elizabeth Evelyn, sœur de John Evelyn de Wotton et fille de John Evelyn, par qui il a un fils et quatre filles:
  - Simon Harcourt, 1er comte Harcourt
  - Martha Harcourt (15 juillet 1715 - Londres, rue Lower Grosvenor, 8 avril 1794), mariée à St George, Hanover Square, le 10 avril 1744. George Venables-Vernon (1er baron Vernon) (9 février 1708 - 21 août 1780)
  - Anne Harcourt
  - Elizabeth Harcourt
  - fille Harcourt
- Philip Harcourt, mort jeune
- Anne Harcourt, mariée à John Barlow
- Arabella Harcourt, mariée avec Herbert Aubrey

Il est décédé à Harcourt House, Cavendish Square.